# Eophileurus spatulicornis
Eophileurus spatulicornis är en skalbaggsart som beskrevs av Lamant-voirin 1995. Eophileurus spatulicornis ingår i släktet Eophileurus och familjen Dynastidae. Inga underarter finns listade i Catalogue of Life.